# Passo del Lume Spento
Il Passo del Lume Spento (629 m.s.l.m.) è un valico della Toscana, in Provincia di Siena, sulla Strada Provinciale 14/d Traversa dei Monti, all'altezza del Podere Ragnaie.
Il passo collega i paesi di Sant'Angelo Scalo, Sant'Angelo in Colle (appartenenti alla bassa Val d'Orcia) e il paese di Camigliano (in Valle dell'Ombrone) a Montalcino, da dove poi è possibile scendere in Val d'Arbia o alta Val d'Orcia.

## Descrizione
La strada che lo attraversa è asfaltata, a singola corsia per senso di marcia e presenta 5 tornanti; infatti, le curve sono molto larghe e dolci e la pendenza è decisamente sopra la media. La strada è affiancata dalla Strada Provinciale 117 La Maremmana (che passa più a valle), comunque asfaltata ma molto più stretta.
Questo valico permette di muoversi da Sant'Angelo in Colle verso Camigliano e verso la Valle dell'Ombrone (senza dover scendere a valle e fiancheggiare il fiume).Il passo consente inoltre di spostarsi da Montalcino verso Grosseto, passando per Paganico, creando un importantissimo snodo vicino alla confluenza dell'Orcia con l'Ombrone, dal quale è possibile spostarsi fra le due valli velocemente.